# Distretto di Minhang
Il distretto di Minhang (cinese semplificato: 闵行区; cinese tradizionale: 閔行區; mandarino pinyin: Mǐnháng Qū) è un distretto di Shanghai. Ha una superficie di 371,70 km² e una popolazione di 2.160.000 al 2010.